# موج جرم و جنایت
موج جرم و جنایت (به انگلیسی: Crimewave) فیلمی محصول سال ۱۹۸۵ و به کارگردانی سم ریمی است. در این فیلم بازیگرانی همچون لوئیز لسر، پال ال. اسمیت، بریون جیمز، شری جی. ویلسون، ادوارد آر. پرسمن، بروس کمبل، رد بیرنی، آنتونیو فارگاس، ریچارد برایت، رابرت سیموندز، فرانسیس مک‌دورمند و تد ریمی ایفای نقش کرده‌اند.